# Sonia Toumia
Sonia Toumia (sinh ngày 2 tháng 6 năm 1976) là một chính trị gia người Tunisia, là thành viên của hội đồng cấu thành từ ngày 23 tháng 10 năm 2011 cho đến khi giải thể vào ngày 26 tháng 10 năm 2014. Đại diện của đảng Hồi giáo Ennahdha cho Monastir, cô được biết đến sự can thiệp một cách hài hước của cô ấy trong các phiên họp toàn thể.

## Cuộc sống ban đầu và giáo dục
Toumia tốt nghiệp Học viện Khoa học Thông tin và Báo chí.

## Sự nghiệp
Toumia làm việc tại Bộ Nông nghiệp cho mười năm, cũng như viết bài cho tờ báo L'Agruculteur và các ấn phẩm khác. Năm 2009, cô đã trở thành một thành viên của đảng Dân chủ Hiến pháp Rally, nhưng cô cho biết vào năm 2013 rằng cô đã bị sa thải vì từ chối của mình để ca ngợi chế độ.
Sau cuộc cách mạng năm 2011, Toumia gia nhập Ennahdha và nằm trong danh sách ứng cử viên cho cuộc đua Monastir tại cuộc bầu cử năm 2011. Là một thành viên của hội đồng cấu thành, cô được biết đến với những can thiệp hài hước trong các phiên họp. Trong khi nhiều đồng nghiệp nữ Hồi giáo nghị sĩ của bà chỉ được sử dụng cổ điển tiếng Ả Rập, Toumia đưa ra nhận xét trong Pháp, kiếm sự nhạo báng công cộng cho giọng và thiếu về trình độ ngôn ngữ của mình, và dẫn đến các nhà lãnh đạo đảng yêu cầu cô tránh xa từ các phương tiện truyền thông. Trong quá trình soạn thảo hiến pháp mới, Toumia đã phẫn nộ khi các luật sư mô tả dự thảo là một bước lùi đối với phụ nữ, cho rằng nó đã bị hiểu lầm.
Vào ngày 8 tháng 8 năm 2014, Toumia tuyên bố rằng cô đã bị xóa khỏi danh sách của Ennahdha cho cuộc bầu cử sắp tới nói rằng "sai lầm duy nhất của cô là sự thẳng thắn, lòng can đảm và dấu ấn của cô đối với Quốc hội lập hiến quốc gia."  Kể từ năm 2016, cô đang làm việc cho Bộ Nông nghiệp và lập luận rằng cô và bốn đồng nghiệp đã không được thăng chức do sự thù địch với cô.

## Cuộc sống cá nhân
Toumia đã kết hôn và có ba cô con gái. Cô ấy là người Hồi giáo và mặc áo trùm đầu. Trong năm 2016, anh trai cô, Sofiene Ben Toumia, đã bị kết án 12 năm tù vì vai trò của ông trong việc tuyển dụng những người trẻ tuổi tham gia khủng bố các nhóm.